# Pismo kannada

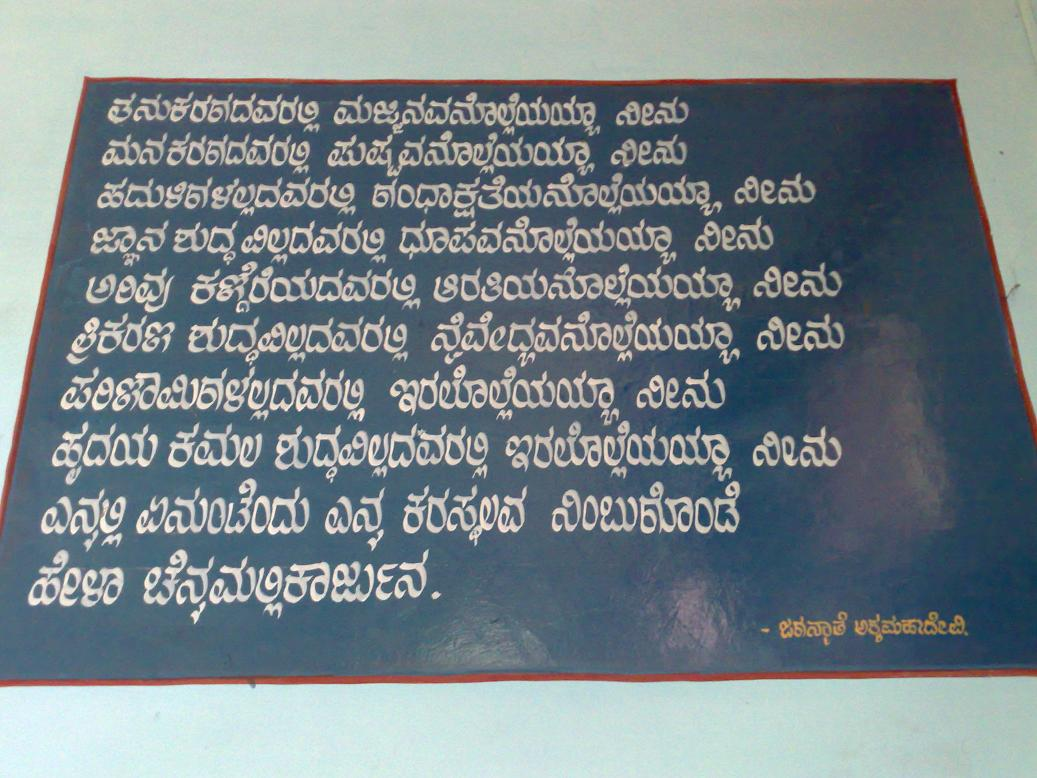
Wiersz w języku kannada

Pismo kannada – alfabet sylabiczny wywodzący się pośrednio z pisma brahmi poprzez pismo kadamba, używany do zapisywania języka kannada oraz niektórych pomniejszych języków w południowo-zachodniej części Indii, np. konkani, tulu, czy kodava.

## Historia
Pismo kannada jest kontynuacją pisma kadamba, opracowanego specjalnie dla języka kannada. Archaiczny alfabet kannada jest poświadczony przez inskrypcje z X w. Ówczesna forma była używana do zapisywania zarówno języka kannada, jak i telugu, lecz alfabet telugu oddzielił się od pierwotnej formy w XIII w.

## Charakterystyka
Pismo kannada, podobnie jak inne indyjskie systemy pisma, to alfabet sylabiczny, w którym podstawowym elementem jest sylaba. Samogłoski zaznaczane są za pomocą dodatkowych znaków diakrytycznych. Alfabet kannada posiada 49 podstawowych znaków, które niemal dokładnie odpowiadają zestawom dźwięków w innych alfabetach indyjskich. Jednakże istnieje również wiele znaków złożonych, zwanych ottakszara, tworzonych poprzez różne kombinacje znaków podstawowych. 

### Samogłoski
| Kannada | Symbol IAST | Symbol Unicode |
| ------- | ----------- | -------------- |
| ಅ       | a           | a              |
| ಆ       | ā           | aa             |
| ಇ       | i           | i              |
| ಈ       | ī           | ii             |
| ಉ       | u           | u              |
| ಊ       | ū           | uu             |
| ಋ       | r̥           | samogłoskowe r |
| ಎ       | e           | a~             |
| ಏ       | ē           | ea             |
| ಐ       | ai          | ai             |
| ಒ       | o           | o              |
| ಓ       | ō           | oo             |
| ಔ       | au          | au             |

### Półsamogłoski
1. Anusvara:  ಂ  (am)
2. Visarga:  ಃ  (ah)

### Spółgłoski
Zgodnie z gramatyką sanskrycką, spółgłoski uporządkowane są według miejsca i sposobu artykulacji: 
|                | bezdźwięczne        | bezdźwięczne przydechowe | dźwięczne           | dźwięczne przydechowe | nosowe              |
| -------------- | ------------------- | ------------------------ | ------------------- | --------------------- | ------------------- |
| tylnojęzykowe  | ಕ (ka)              | ಖ (kha)                  | ಗ (ga)              | ಘ (gha)               | ಙ (nga)             |
| podniebienne   | ಚ (ca)              | ಛ (cha)                  | ಜ (ja)              | ಝ (jha)               | ಞ (ñ, Unicode nya)  |
| retrofleksywne | ಟ (ṭa, Unicode tta) | ಠ (ṭha, Unicode ttha)    | ಡ (ḍa, Unicode dda) | ಢ (ḍha, Unicode ddha) | ಣ (ṇa, Unicode nna) |
| zębowe         | ತ (ta)              | ಥ (tha)                  | ದ (da)              | ಧ (dha)               | ನ (na)              |
| dwuwargowe     | ಪ (pa)              | ಫ (pha)                  | ಬ (ba)              | ಭ (bha)               | ಮ (ma)              |

Dodatkowe kilka spółgłosek, które nie podpadają pod powyższe kategorie: 
 ಯ  (ya), 
 ರ  (ra), 
 ಱ  (ṟ), 
 ಲ  (la), 
 ವ  (va), 
 ಶ  (śa, Unicode sha), 
 ಷ  (ṣa, Unicode shha) 
 ಸ  (sa), 
 ಹ  (ha), 
 ಳ  (ḷa, Unicode lla)
 ೞ  (ɺ)

## Cyfry kannada
೦ (0), 
೧ (1), 
೨ (2), 
೩ (3), 
೪ (4), 
೫ (5), 
೬ (6), 
೭ (7), 
೮ (8), 
೯ (9)